# Molophilus (Austromolophilus) heroni
Molophilus (Austromolophilus) heroni is een tweevleugelige uit de familie steltmuggen (Limoniidae). De soort komt voor in het Australaziatisch gebied.